# Vasodilatador
Un vasodilatador és un fàrmac, o altres substàncies, que produeixen vasodilatació (augment del diàmetre dels vasos sanguinis).
Fàrmacs comercialitzats al mercat espanyol:
- Coronaris:
  - Mononitrat d'isosorbida (EFG, Coronur, Dolak, Uniket)
- Antihipertensius
  - Hidralazina (Hydrapres).
  - Labetalol (Trandate, Labetalol S.A.L.F.).
- Inhibidors de la fosfodiesterasa tipus 5[2]
  - Avanafil (Spedra).
  - Sildenafil (EFG, Galotam, Idoka, Revatio, Viagra).
  - Tadalafil (EFG, Acore, Alneo, Ativol, Cialis, Citax, Victogon).
  - Vardenafil (EFG, Levatik, Levitra, Sarilen, Vivanza).

Altres substàncies amb capacitat vasodilatadora són l'etanol o alcohol etílic, els poppers o el regadenoson.